# Војник (Старо Нагоричане)
Војник је насеље у Северној Македонији, у северном делу државе. Војник припада општини Старо Нагоричане.

## Географија
Војник је смештен у северном делу Северне Македоније. Од најближег града, Куманова, село је удаљено 14 km источно.
Село Војник се налази у историјској области Средорек, у долини реке Пчиње, на око 330 метара надморске висине.
Месна клима је континентална.

## Становништво
Војник је према последњем попису из 2002. године имао 61 становника.
Огромна већина становништва у насељу су етнички Македонци (95%), а остало Срби.
Претежна вероисповест месног становништва је православље.